# You (Vasil-Garvanliev-Lied)
YOU (englisch für Du) ist ein englischsprachiger Popsong, der von Nevena Neskoska komponiert wurde. Sie textete ihn mit Kalina Neskoska und Alice Schroeder. Der Titel, der vom nordmazedonisch-bulgarischen Sänger Vasil Garvanliev gesungen wurde, sollte der nordmazedonische Beitrag für den Eurovision Song Contest 2020 in Rotterdam sein.

## Hintergrund und Produktion
Im Januar 2020 gab die nordmazedonische Rundfunkanstalt Makedonska Radio-Televizija bekannt, dass Vasil Garvanliev das Land beim kommenden Eurovision Song Contest vertreten werde. Garvanliev nahm bereits 2007 an der nordmazedonischen Vorentscheidung teil und war außerdem Backgroundsänger für den Grand-Prix-Beitrag Proud.
Am 8. März 2020 wurde sein zugehöriger Beitrag namens YOU erstmals der Öffentlichkeit präsentiert. Die Musik wurde von Nevena Neskoska alleine geschrieben. Den Text schrieb sie mit Kalina Neskoska und Alice Schroeder. Darko Dimitrov produzierte ihn mit Lazar Cvetkovski und Javier Lloret de Muller. Dimitrov und Cvetkovski waren bereits für den Titel Shaj verantwortlich.

## Musik und Text
Laut Neskoska habe man in den Song ethnische Elemente eingefügt. Es wurden verschiedene Bass-, Zupf- und Schlaginstrumente verwendet, um diese Stimmung zu verstärken.

“YOU is about the human connection we have to music and the art of letting go through dance… It’s like a complete takeover of your senses.”

„Bei YOU handelt es sich um die menschliche Verbindung zur Musik und um uns durch die Kunst des Tanzens einfach fallen zu lassen. Es ist wie eine komplette Inbesitznahme unserer Sinne.“

Produzent Javier Lloret de Muller schreibt, der Song sei eine Mischung einer Vielzahl von ethnischen Instrumenten, welche mit einem Pop-Arrangement kombiniert werden.
Das Intro besteht aus Chorgesängen, bevor Garvanliev mit der ersten Strophe beginnt. Im Pre-Chorus findet das Akkordeon Anwendung, durch den ganzen Song zieht sich vor allem eine Instrumentierung mit Synthesizern. Der Chor ist im Refrain hauptsächlich unterstützend tätig, bevor er in der letzten Wiederholung alleine beginnt und der Interpret später einsetzt.
Der Text erzählt von einer Person, die mit einer anderen Person tanzen möchte, da sie sich möglicherweise nur an jenem Abend sehen werden („We May only have tonight, hold me tight and let’s ignite and for the moment I just wanna dance with YOU.“, deutsch: „Wir haben vielleicht nur diese Nacht. Halte mich fest und lass es uns entfachen. Jetzt möchte ich nur mit dir tanzen.“).

“We’ve all been there. The moment when that unexplainable thing happens and sensations take over you. The choice is yours: let go, put your dancing shoes on, celebrate, and just dance”

„Diesen Moment hatten wir alle schon: wenn dieses Unerklärliche passiert und die Empfindungen einen übermannen. Es liegt an einem selbst: loszulassen, die Tanzschuhe anzuziehen und einfach feiern und tanzen.“

## Beim Eurovision Song Contest
Nordmazedonien hätte im ersten Halbfinale des Eurovision Song Contest 2020 mit diesem Lied auftreten sollen. Aufgrund der fortschreitenden COVID-19-Pandemie wurde der Wettbewerb jedoch abgesagt.

## Rezeption
Der Blog ESCXtra lobte das Arrangement und zog Vergleiche mit dem Titel She Got Me. Jedoch schaffe man es nicht, eine gewisse Bindung zum Song herzustellen. Laut Eurovisionary seien Titel mit Einflüssen von Tango beim ESC nicht oft zu finden. Garvanlievs Stimmumfang sowie seine tänzerischen Fähigkeiten wurden gelobt. Eurovision Union bemängelte, dass die ethnische Instrumentierung zu sehr vom Beat verdeckt werde, aber die letzte Wiederholung des Refrain deutlich heraussticht. Dennoch hätten die Songwriter mit YOU einen einzigartigen Titel geschaffen.

## Veröffentlichung und Musikvideo
Die Single wurde am 8. März 2020 veröffentlicht. Das zugehörige Musikvideo wurde unter der Regie von Milena Vitman gedreht. Produzent war Jellmaz Dervishi. Für die Kamera und die Nachbearbeitung war Gjorgi Vacev verantwortlich. Es zeigt den Interpreten, der in eine Bar kommt und mit einer Frau das Tanzen beginnt.